# پرتو نوری‌علا
پرتو نوری علا (زادهٔ آبان ۱۳۲۷) شاعر، بازیگر سینما، نویسنده، منتقد و عضو کانون نویسندگان در ایران است. اسماعیل نوری‌علا، فعال سیاسی نیز برادر اوست.

## زندگی
پرتو نوری علا در آبان ماه ۱۳۲۷ در تهران به دنیا آمد و در سال ۱۳۴۴ با محمدعلی سپانلو، نویسنده و شاعر معاصر، ازدواج کرد. حاصل این ازدواج دو فرزند به نام‌های سندباد و شهرزاد (خواننده پاپ) است. پرتو در سال ۱۳۶۴ پس از جدایی از همسرش با دو فرزند نوجوانش به آمریکا رفته و خود به تنهائی مسئولیت پرورش آنان را به لحاظ مادی و معنوی به عهده گرفت. او در سال ۱۳۴۷، در فیلم «آرامش در حضور دیگران» نوشتهٔ غلامحسین ساعدی و کارگردانی ناصر تقوایی بازی کرد. این فیلم در سال ۱۹۷۲ در فستیوال ونیز جزو فیلم‌های برگزیده شد. پرتو در سال ۱۳۴۹، در رشته فلسفه و روان‌شناسی از دانشکدهٔ ادبیات دانشگاه تهران مدرک لیسانس دریافت کرد و در سال ۱۳۵۵، فوق لیسانس خود را در رشتهٔ مدیریت خدمات اجتماعی، از دانشگاه علامه طباطبائی گرفت.. او در سال ۱۳۵۷ به صورت مدرس نیمه‌وقت، در دانشکده هنرهای زیبا، دانشگاه تهران، فلسفه درس داد. بعد از انقلاب فرهنگی و بسته شدن دانشگاه، او نیز از کار برکنار شد. پرتو به دعوت سیما کوبان و همکاری منیر رامین فر (بیضائی) در سال ۱۳۶۲ در استقرار نخستین انتشارات زنان، با نام انتشارات و کتابفروشی «دماوند» در تهران، مشارکت داشت. عمر این انتشارات سه سال بیشتر نبود، و به دستور دولت بسته شد. پرتو نوری علا پس از مهاجرت به آمریکا، در دادگاه عالی منطقه‌یٔ لس آنجلس، به عنوان مأمور رسیدگی به هیئت ژوری، استخدام و پس از ۲۵ سال، به خواست خودش از کار، بازنشسته شد. تمام آثار ادبی و هنری پرتو در ایران سانسور شده بود، پرتو با خروج از ایران، امکان خلق و انتشار آثارش را به دست آورد. از او مقالات و سخنرانی‌های زیادی در بارهٔ شرایط زنان ایران منتشر شده‌است. پرتو از سال ۱۳۸۸ تا ۱۳۹۲ جزو مؤسسین حامیان مادران پارک لاله در لس آنجلس، فعالیت داشت. هم‌اکنون او یکی از هیئت دبیران جنبش سکولار دمکراسی ایران، و همچنین از مؤسسین، سخنگو و سردبیر پایگاه اینترنتی «پیوند سرا» ی نویسندگان، شاعران و هنرمندان سکولار دمکرات ایران است.
وی خواهر اسماعیل نوری‌علا است.

## آثار
از پرتو نوری علا تاکنون پنج کتاب شعر به نام‌های سهمی از سال‌ها، از چشم باد، زمینم دیگر شد، سلسله بر دست در برج اقبال و از دار تا بهار منتشر شده‌است. برگزیده‌ای از اشعار او نیز در کتاب چهار رویش به دو زبان فارسی و انگلیسی، توسط انتشارات سندباد در لس آنجلس منتشر شده‌است. بخشی از این کتاب به معرفی و نقد اشعار پرتو، توسط سایر منتقدین اختصاص داده شده‌است.
پرتو نوری علا از دهه ۱۹۷۰ نقد ادبی و هنری نوشته‌است و از طرف نشر باران در سوئد به عنوان یکی از دو منتقد برگزیده سال ۱۹۹۴ انتخاب شد. کتاب دو نقد و هنر و آگاهی که حاوی نقدهای ادبی، تئاتر و سینما است در سال ۲۰۰۷ به چاپ سوم رسید. نمایشنامهٔ فردای میهن، مجموعه داستان مثل من و روایت مانا نیز از آخرین آثار منتشر شدهٔ اوست.